# Вавилонска религия
Вавилонската религия е религията на Вавилония, древна цивилизация в Месопотамия.
Вавилонската митология е силно повлияна от шумерската, като много от запазените първични свидетелства за нея са написани с клинопис, произлязъл от шумерския, а повечето от тези източници са писани на шумерски или акадски език.
За много от разказите на библейския Стар завет се смята, че се основават, повлияни са или са вдъхновени от по-древни близкоизточни митове.